# Rokci (Aleksandrovac)
Pour les articles homonymes, voir Rokci.
Rokci (en serbe cyrillique : Рокци) est un village de Serbie situé dans la municipalité d'Aleksandrovac, district de Rasina. Au recensement de 2011, il comptait 140 habitants.

## Démographie
| 1948 | 1953 | 1961 | 1971 | 1981 | 1991 | 2002 | 2011 |
| ---- | ---- | ---- | ---- | ---- | ---- | ---- | ---- |
| 617  | 664  | 712  | 672  | 551  | 508  | 213  | 140  |

|  |